# Котлярский, Владислав Юрьевич
Владисла́в Ю́рьевич Котля́рский (род. 2 августа 1972, Москва, СССР) — российский актёр театра и кино.

## Биография
Родился 2 августа 1972 года в Москве. В детстве занимался боксом и самбо. В 1979—1989 годах обучался в средней общеобразовательной школе № 930 Москвы.
В 2002 году окончил режиссёрский факультет Российского института театрального искусства — ГИТИСа (мастерская Андрея Александровича Гончарова).
Работал в Московском государственном театре «У Никитских ворот», Московском театре-студии под руководством Олега Табакова и Камерном драматическом театре «Арт Хаус» в Москве.
В кино начал сниматься с 1990 года. В начале кинокарьеры режиссёры привлекали его в различные телесериалы на эпизодические роли («Огнеборцы», «Русские амазонки», «Штрафбат», «Аэропорт», «Доктор Живаго» и др.). Первой большой работой актёра в кино стала роль майора милиции Станислава Карпова в криминальном телесериале «Глухарь» (2008). Актёр создал образ жёсткого, циничного милиционера, который пользуется служебным положением в личных целях и «крышует» в своём районе все более или менее доходные места и криминальных элементов. В 2009 году вышла вторая часть «Глухарь: Продолжение», где герой Котлярского «дорос» до подполковника. Сыграл роль отставного подполковника милиции Станислава Карпова в сериале «Карпов», вышедшем на экраны в 2012 году.

## Общественная позиция
24 февраля 2022 года высказался против вторжения России на Украину.

## Личная жизнь
Женился на Виктории Болдыревой зимой 2016 года. Три дочери: Элина, Николь и Ариана.
Увлекается пейнтболом, горными лыжами, хоккеем, виндсёрфингом, футболом и другими видами спорта. В футболе болеет за казанский «Рубин».

## Творчество

### Театральные работы
Театральное агентство «Лекур» (Москва)
- Спектакль «Опасные мальчики» по комедии Ника Ворока (режиссёр — Ованес Петян) — Дэн[5]
- Спектакль «Эгоисты» по пьесе Мики Мюллюахо (Mika Myllyaho) (режиссёр — Гарольд Стрелков) — Лео

Театрально-концертный центр «Новое искусство» (Москва)
- Спектакль «Искушение или Последняя любовь Деда Мороза», комедия (режиссёр — Гарольд Стрелков) — Анатолий Котиков, актёр. Отличный актёр

Театр «Первая экспериментальная молодёжная Вахтанговская студия „Турандот“» (Москва)
- 2015 — спектакль «Случайное счастье», комедия (режиссёр — Артём Бибилюров)
- Театр «Арт-Хаус»
- Работал в театре «У Никитских ворот»/«Арт-Хаус».

### Фильмография
| Год       |     | Название                                                                             | Роль                                                                             |
| --------- | --- | ------------------------------------------------------------------------------------ | -------------------------------------------------------------------------------- |
| 1990      | ф   | Повесть непогашенной Луны                                                            | Имя персонажа не указано                                                         |
| 2002      | ф   | Раскалённая суббота                                                                  | гость на свадьбе                                                                 |
| 2002      | с   | Русские амазонки                                                                     | врач «скорой помощи»                                                             |
| 2003      | с   | Русские в городе ангелов                                                             | бандит (в титрах не указан)                                                      |
| 2003      | с   | Возвращение Мухтара                                                                  | Кирилленко                                                                       |
| 2003      | с   | Огнеборцы                                                                            | помощник генерала Бугрова                                                        |
| 2003      | кор | Попутчики инжира                                                                     | Имя персонажа не указано                                                         |
| 2004      | с   | Дети Арбата                                                                          | сотрудник автобазы                                                               |
| 2004      | с   | Звездочёт                                                                            | снимался                                                                         |
| 2004      | с   | Слепой                                                                               | снимался                                                                         |
| 2004      | с   | Штрафбат                                                                             | майор                                                                            |
| 2005      | с   | Аэропорт                                                                             | снимался                                                                         |
| 2007      | с   | Час Волкова                                                                          | Виктор, охранник в игорном клубе                                                 |
| 2007      | с   | Иное (серия № 12 «Сила желания»)                                                     | второй инкассатор                                                                |
| 2007      | с   | Солдаты 13                                                                           | капитан милиции, задержавший Шкалина                                             |
| 2007      | ф   | Золушка.ru                                                                           | милиционер                                                                       |
| 2008      | с   | Наша Russia (сезон 3, выпуск 16)                                                     | представитель                                                                    |
| 2008      | с   | Висяки (дело № 8 «Слёзы ангела»)                                                     | участковый (с аллергией на пыль)                                                 |
| 2008      | с   | Судебная колонка (серия № 4 «Честь мундира»)                                         | Бибиков                                                                          |
| 2008      | с   | Глухарь                                                                              | Станислав Михайлович Карпов, майор милиции, начальник СКМ                        |
| 2009      | с   | Генеральская внучка (серия № 3 «Ошибка»)                                             | Коля, автослесарь                                                                |
| 2009      | ф   | Я покажу тебе Москву                                                                 | патрульный                                                                       |
| 2009      | с   | Закон и порядок: Преступный умысел 3 (фильм № 22 «Дар»)                              | Дмитрий Белов                                                                    |
| 2009      | с   | Глухарь: Продолжение                                                                 | Станислав Михайлович Карпов, подполковник милиции, начальник СКМ                 |
| 2009      | с   | Город соблазнов                                                                      | снимался                                                                         |
| 2009      | с   | Вернуть на доследование                                                              | Владимир Титов, следователь, майор юстиции                                       |
| 2009      | тф  | Глухарь. Приходи, Новый год!                                                         | Станислав Михайлович Карпов, подполковник милиции, начальник СКМ                 |
| 2010      | тф  | Стриптиз клуб                                                                        | Виктор                                                                           |
| 2010      | с   | Выхожу тебя искать                                                                   | фельдшер                                                                         |
| 2010      | с   | Кодекс чести 4 (фильм № 5 «Крупная рыба»)                                            | адвокат                                                                          |
| 2010      | ф   | Глухарь в кино                                                                       | Станислав Михайлович Карпов, подполковник милиции, начальник СКМ                 |
| 2010      | с   | Шериф                                                                                | Миша                                                                             |
| 2010      | с   | Учитель в законе. Продолжение                                                        | бандит                                                                           |
| 2010      | ф   | На ощупь                                                                             | мужчина в супермаркете                                                           |
| 2010      | с   | Глухарь: Возвращение                                                                 | Станислав Михайлович Карпов, подполковник милиции, начальник СКМ ОВД «Пятницкий» |
| 2010      | с   | Мент в законе 2                                                                      | эпизод                                                                           |
| 2010      | с   | Шахта                                                                                | Белов, капитан, начальник охраны объекта                                         |
| 2010      | ф   | Зайцев, жги! История шоумена                                                         | капитан ГИБДД                                                                    |
| 2010      | тф  | Глухарь. Снова Новый!                                                                | Станислав Михайлович Карпов, подполковник милиции, начальник СКМ                 |
| 2011      | с   | Манна небесная                                                                       | Игорь Кияшко, сосед Григория по коммуналке                                       |
| 2011      | с   | Закон и порядок: Преступный умысел 4                                                 | Павел Ладов, журналист                                                           |
| 2011      | с   | Закон и порядок. Отдел оперативных расследований 4 (серия № 20 «Смерть в объективе») | Андрей Белоногов                                                                 |
| 2011      | с   | Пятницкий                                                                            | Станислав Михайлович Карпов, бывший подполковник милиции, бывший начальник СКМ   |
| 2011      | тф  | Глухарь. Опять Новый!                                                                | Владислав Котлярский, камео                                                      |
| 2012      | с   | Следственный комитет                                                                 | Дмитрий «Митя» Черняев                                                           |
| 2012      | с   | Под прикрытием                                                                       | «австриец», киллер                                                               |
| 2012      | с   | Карпов                                                                               | Станислав Михайлович Карпов, бывший подполковник милиции, бывший начальник СКМ   |
| 2012      | с   | Пятницкий. Глава вторая                                                              | Станислав Михайлович Карпов, бывший подполковник милиции, бывший начальник СКМ   |
| 2012      | с   | Интерны (серия 136)                                                                  | майор полиции, назвавшийся Жегловым                                              |
| 2013      | с   | Карпов. Сезон второй                                                                 | Станислав Михайлович Карпов, бывший подполковник милиции, бывший начальник СКМ   |
| 2013      | с   | Пятницкий. Глава третья                                                              | Станислав Михайлович Карпов, бывший подполковник милиции, бывший начальник СКМ   |
| 2013      | ф   | Амулет                                                                               | майор милиции                                                                    |
| 2014      | с   | Чиста вода у истока                                                                  | Арсений Фельцов, помощник Селезнёва                                              |
| 2014      | с   | Карпов. Сезон третий                                                                 | Станислав Михайлович Карпов, бывший подполковник милиции, бывший начальник СКМ   |
| 2014      | с   | Пятницкий. Глава четвёртая                                                           | Станислав Михайлович Карпов, бывший подполковник милиции, бывший начальник СКМ   |
| 2014      | с   | Старшая дочь                                                                         | сантехник (в титрах не указан)                                                   |
| 2018      | кор | Цивилизованные люди                                                                  | сценарист                                                                        |
| 2018      | с   | Молодёжка                                                                            | следователь Порываев                                                             |
| 2019      | с   | Безсоновъ                                                                            | Семён Путилин \ Фёдор Иванович Пятов                                             |
| 2019      | ф   | Завод                                                                                | прокурор                                                                         |
| 2019      | с   | Фантом                                                                               | Ермолаев                                                                         |
| 2019—2022 | с   | СМЕРШ                                                                                | Павел Романович Семёнов, старший лейтенант госбезопасности                       |
| 2023      | с   | Котострофа                                                                           | участковый                                                                       |
| 2023      | с   | Горячая точка-3                                                                      | Хват                                                                             |